# Véronique à feuilles d'ortie
Veronica urticifolia
Espèce
Classification phylogénétique
La véronique à feuilles d'ortie (Veronica urticifolia Jacq.) est une petite plante à fleurs lilas poussant dans les zones montagneuses d'Europe occidentale, surtout méridionale. Ses feuilles triangulaires et dentées évoquent celles de l'ortie, d'où son nom. Elle appartient au genre Veronica et à la famille des Plantaginacées (les véroniques étaient auparavant classées dans les Scrofulariacées).

## Description

### Écologie et habitat
Plante vivace poussant en montagne de 1 000 à 2 000 m, présente dans les Alpes, le Jura, l'Auvergne et les Pyrénées. On la rencontre surtout sur sol calcaire, dans les lieux humides ou ombragés (bois, broussailles, rochers). Floraison de juin à août.

### Morphologie générale et végétative
Plante herbacée petite ou de taille moyenne (20 à 70 cm) à poils peu nombreux, à tige érigée assez grêle. Feuilles sessiles et opposées, triangulaires ou ovales, terminées en pointe, nettement dentées.

### Morphologie florale
Fleurs hermaphrodites groupées en racèmes assez lâches. Les racèmes sont généralement disposés en paires à l'aisselle des feuilles. Les fleurs, lilas ou mauves, sont assez petites (< 1 cm). Les pétales sont pourpres à la base et légèrement striés. Comme pour beaucoup de véroniques, le pétale supérieur est plus large et l'inférieur plus étroit que les deux pétales latéraux. Pollinisation par les insectes.

### Fruit et graines
Le fruit est une capsule arrondie et ciliée, échancrée, portée par un pédicelle horizontal se recourbant vers le haut. Dispersion épizoochore.